# Jean-Jacques Amelot de Chaillou
Jean-Jacques Amelot de Chaillou (30 kwietnia 1689, zm. 7 maja 1749 w Paryżu) – francuski polityk.
Był markizem de Combrande, baronem de Châtillon-sur-Indre, seigneur’em (panem) de Chaillou. Pochodził z rodziny mającej reprezentantów we władzach miejskich, następnie został adwokatem domu królewskiego (avocat général aux requêtes de la maison du roi), zaś w roku 1712: maître des requêtes ordinaires. W latach 1720–1726 był intendentem generalitetu La Rochelle, następnie w roku 1726 został intendentem finansów. Od roku 1737 był francuskim MSZ. Funkcję tę piastował do 1744 roku. W tym samym roku co MSZ został te nadintendentem poczty (surintendant des Postes).
W 1727 został członkiem Akademii Francuskiej, a w 1741 członkiem honorowym Akademii Nauk (membre honoraire de l’Académie des sciences).
Jego synem był Antoine-Jean Amelot de Chaillou, swego czasu także minister Sekretarz Stanu Domu Królewskiego.

## Dzieła
- Discours de reception et reponse de Jacques Adam, 25 sierpnia 1727